# Astronomica (Manilio)
Gli Astronomica, noti anche come Astronomicon, sono un poema didascalico latino sui fenomeni celesti, scritto in esametri e diviso in cinque libri. Gli Astronomica furono scritti tra il 30 e il 40 da un poeta romano il cui nome era probabilmente Marco Manilio; poco si sa di lui e, sebbene ci siano prove del fatto che gli Astronomica furono letti da molti altri scrittori romani, nessuna opera superstite li cita esplicitamente.
Gli Astronomica, che costituiscono la prima opera ampia e comprensibile riguardante l'astrologia, descrivono i fenomeni celesti e, in particolare, lo zodiaco e l'astrologia. Il poema — che sembra essere stato ispirato dal poema epicureo De rerum natura di Lucrezio — abbraccia una visione stoica e deterministica di un universo supervisionato da un dio e governato dalla ragione. Il quinto libro contiene una lacuna, che ha portato al dibattito sulla dimensione originale del poema; alcuni studiosi sostengono che interi libri siano andati perduti nel corso del tempo, mentre altri ritengono che manchi solo una piccola sezione dell'opera.
Il poema è stato riscoperto negli anni 1416–1417 dall'umanista e studioso italiano Poggio Bracciolini, che fece realizzare una copia da cui deriva il testo moderno. Al momento della loro riscoperta, gli Astronomica furono letti, commentati e curati da numerosi studiosi; tuttavia, non sono riusciti a diventare popolari come altre poemi della letteratura latina classica e sono stati trascurati per secoli. La situazione iniziò a cambiare all'inizio del XX secolo quando, tra il 1903 e il 1930, il classicista Alfred Edward Housman pubblicò un'edizione in cinque libri apprezzata dalla critica.
In epoca contemporanea, gli studiosi considerano gli Astronomica un poema altamente tecnico, complicato e talvolta contraddittorio. Allo stesso tempo, molti hanno elogiato la capacità di Manilio di tradurre in poesia concetti astronomici e complessi calcoli matematici.

## Paternità dell'opera e data
Non esistono fonti romane contemporanee a Manilio che menzionino il suo nome, perciò l'esatta identità dell'autore dell'Astronomica rimane una questione irrisolta; tuttavia, il suo nome era probabilmente Marco Manilio. Questa incertezza ha portato nel corso degli anni a essere confusi con Manilio più autori: Antioco (citato da Plinio il Vecchio nella sua Naturalis Historia), Flavio Manlio Teodoro (console nel 399) e Severino Boezio (senatore romano del VI secolo e autore del De consolatione Philosophiae). Sebbene il poema suggerisca che lo scrittore fosse cittadino e residente a Roma, alcuni hanno sostenuto che Manilio non fosse romano; secondo Katharina Volk, latinista specializzata in Manilio, questa convinzione è generalmente basata su ««la latinità presumibilmente inferiore del poeta» o «il desiderio di vedere Manilio come membro di un ambiente intellettuale greco a Roma». Il classicista del XIX secolo Friedrich Jacobs e lo storico del XIX e XX secolo Paul Monceaux hanno sostenuto che fosse di origini africane, basandosi in gran parte sul suo stile di scrittura, a loro dire simile a quello degli autori africani. Volk si oppone a questo punto di vista, sostenendo che Manilio scrive «da [...] una prospettiva romana convenzionale» e «fa ricorso alla storia romana per illustrare i fatti astrologici di cui discute».
La data dell'opera è oggetto di discussione. L'unico evento storico a cui si fa un chiaro riferimento è la battaglia della foresta di Teutoburgo — una sconfitta decisiva per Roma, che fu costretta a ritirarsi dalla Germania Magna — avvenuta nel 9. Nel considerare la data del poema, gli studiosi hanno proposto tre ipotesi: che sia stato scritto interamente sotto Augusto (che regnò dal 27 a.C. fino al 14 d.C.) oppure sotto i regni di Augusto e Tiberio (che regnò dal 14 al 37) oppure interamente sotto Tiberio. La prima ipotesi fu preferita soprattutto dal Rinascimento fino al XIX secolo, quando Karl Lachmann sostenne che i riferimenti all'imperatore nel poema avevano più senso se riferiti a Tiberio; all'inizio del XX secolo, studiosi come A. E. Housman iniziarono a preferire l'idea che i primi due libri fossero stati scritti sotto Augusto, gli ultimi due sotto Tiberio, e che per il terzo la datazione fosse incerta. La questione ancora non è stata risolta sebbene Volk abbia sostenuto che il poema debba essere datato tra il 10 e il 20.

## Contenuti

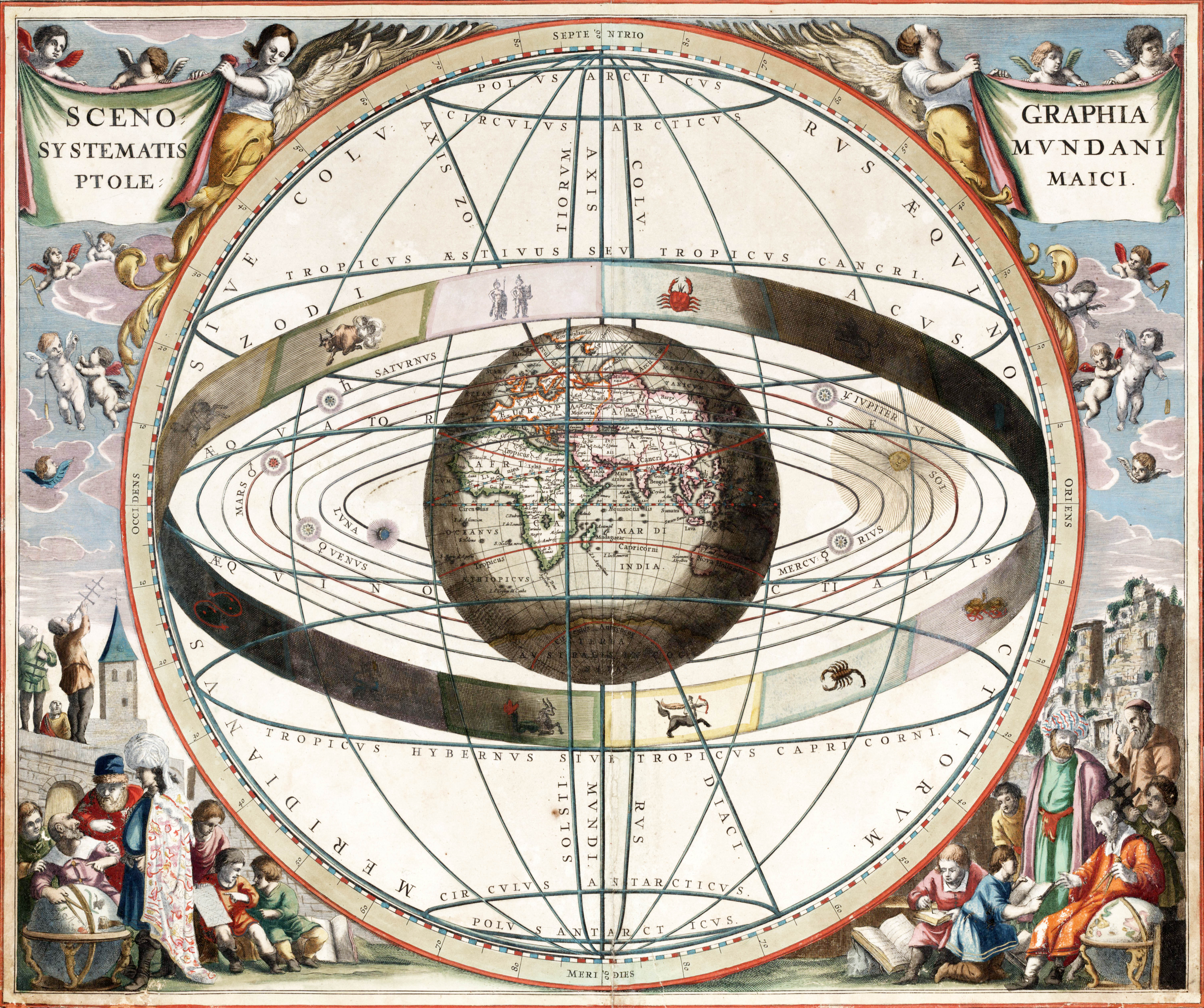
L'universo, come descritto da Manilio, è composto da due sfere: una solida (la Terra) e l'altra vuota (il firmamento), simile a questa rappresentazione del XVII secolo nella Harmonia Macrocosmica di Andreas Cellarius.

Secondo Volk, gli Astronomica di Manilio sono la prima opera relativa all'astrologia almeno in gran parte superstite che sia ampia e comprensibile. Dal momento che il poema è dedicato ai fenomeni stellari, l'opera è «indicativa del grande fascino [...] che le stelle hanno esercitato sui Romani del periodo di Manilio».

### Riassunto
Gli Astronomica, che sono scritti in esametri dattilici, si aprono con Manilio che sostiene di essere il «primo a cantare l'astrologia». Afferma anche che è stato il dio Mercurio a generare il suo interesse per i corpi celesti.
Nel primo libro, Manilio si interroga sull'origine dell'universo, considerando le teorie di Senofane, Esiodo, Leucippo, Eraclito, Talete ed Empedocle, per poi sostenere che l'universo è stato creato dai quattro elementi ed è governato da uno spirito divino. Secondo Manilio, l'universo è composto da due sfere: una, la Terra, è solida, mentre l'altra, la «sfera di stelle», nell'opera spesso chiamata firmamento, è vuota. Le costellazioni sono fisse nel firmamento; la Terra è ferma e il firmamento le ruota attorno: in questo modo vengono spiegati i movimenti delle stelle. Anche i pianeti, la Luna e il Sole ruotano attorno alla Terra nel vasto spazio tra la sua superficie e il bordo del firmamento. Poiché la Terra è al centro dell'universo, è equidistante dal firmamento e quindi non è costretta a «cadere» in nessuna direzione specifica. Secondo Manilio, l'universo è dominato da un dio (conspirat deus) ed è governato dalla ragione (ratione gubernat). In seguito, Manilio discute delle costellazioni e delle stelle e poi dei cerchi celesti. In quest'ultima sezione, il poeta trascorre molto tempo a contemplare la Via Lattea che, dopo aver esplorato diverse ipotesi sulla sua esistenza, conclude essere probabilmente la dimora celeste degli eroi deceduti. Il primo libro si conclude con un'esplorazione delle comete, che Manilio vede come foriere di calamità o di grandi disastri.

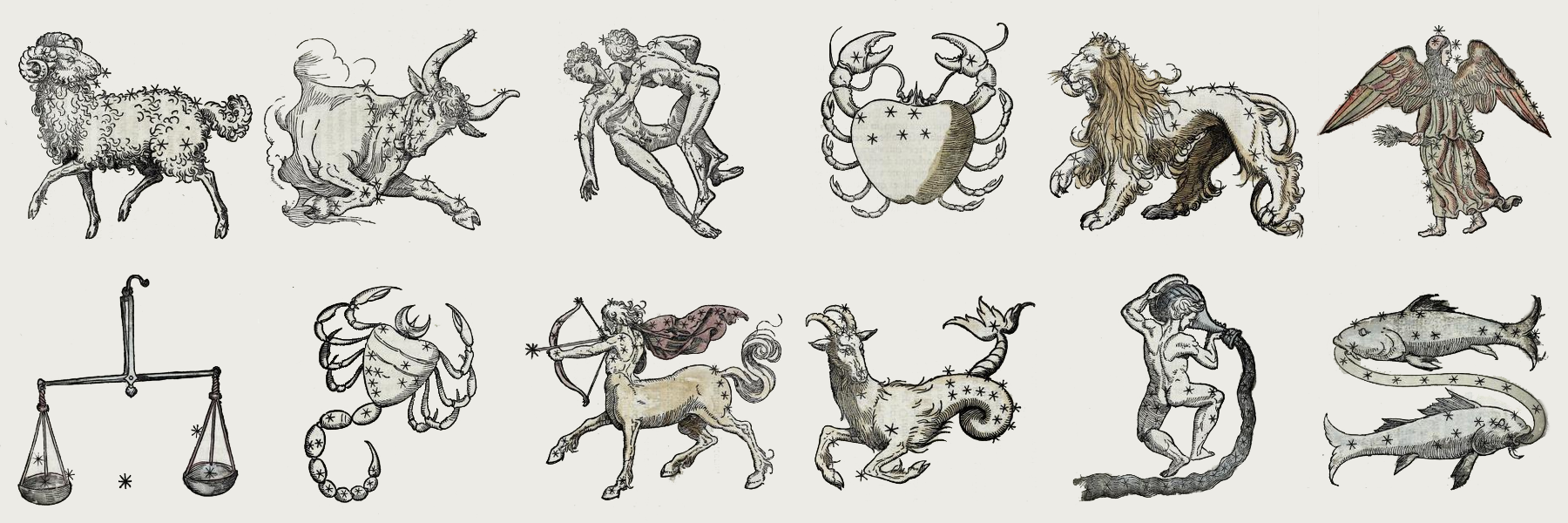
Il terzo libro discute dei segni dello zodiaco, raffigurati in questo manoscritto del XVI secolo.

Il secondo e terzo libro trattano più dettagliatamente le caratteristiche dello zodiaco. Il secondo libro si apre con una prefazione in cui Manilio presenta una breve storia della poesia in esametri, citando in particolare Omero ed Esiodo. Lo scopo, sostiene Volk, è enfatizzare l'unicità del suo poema piuttosto che inserirsi in questa tradizione poetica. Secondo Manilio, «ogni sentiero che porta a Elicona è stato calcato» (omnis ad accessus Heliconos semita trita est; cioè tutti gli altri argomenti sono stati trattati) e deve trovare «prati e acqua incontaminati» (integra... prata... undamque) per la sua poesia: l'astrologia. Manilio conclude la prefazione del libro affermando che «il cosmo divino si sta volontariamente rivelando sia all'umanità nel suo insieme sia al poeta in particolare», e che si distingue dalla massa in quanto la sua missione poetica gli è stata assegnata dal destino. Il poeta inizia quindi la trattazione del primo cerchio astrologicamente significativo: lo zodiaco stesso. Per prima cosa considera i segni dello zodiaco (cioè Ariete, Toro, Gemelli, Cancro, Leone, Vergine, Bilancia, Scorpione, Sagittario, Capricorno, Acquario e Pesci), prima di discutere degli aspetti e delle relazioni tra i segni e altri oggetti. In questa sezione, il poeta discute brevemente dei segni zodiacali, degli dei dell'Olimpo che fungono da loro protettori e del rapporto tra i segni stessi e le parti del corpo umano. Gli Astronomica considerano quindi le dodecatemorie (suddivisioni dei singoli segni in dodici parti) prima di cambiare argomento e iniziare a discutere del metodo didattico. Il libro si conclude con una considerazione del secondo cerchio astrologicamente significativo, il cerchio fisso dell'osservatore. Le ultime righe sono dedicate a una panoramica delle dodici case.
Il terzo libro, che si concentra principalmente sulla «determinazione del grado dell'eclittica intorno all'orizzonte nel momento» della nascita di una persona, si apre con Manilio che ribadisce l'originalità del suo lavoro. Il poeta si rivolge al suo pubblico asserendo che, dal momento che l'argomento trattato è complesso, i lettori possono «aspettarsi la verità ma non la bellezza». Successivamente discute del terzo cerchio astrologicamente significativo, i lotti, che sono punti del tema natale che portano un significato speciale. I versi successivi spiegano come calcolare l'ascendente, l'oroscopo, e i cronocratori (ovvero «i fenomeni celesti che governano i singoli stadi della vita di ciascuno» e come determinare la durata prevista della propria vita. Il terzo libro si conclude con una discussione sui segni tropici che, pur non essendo particolarmente pertinente al contenuto astrologico del libro, consente a Manilio di concludere su una «nota poetica». La maggior parte degli studiosi considera il terzo libro altamente tecnico; secondo Goold «è il meno poetico dei cinque: [...] esemplifica l'abilità di Manilio nel tradurre numeri e calcoli aritmetici in esametri».

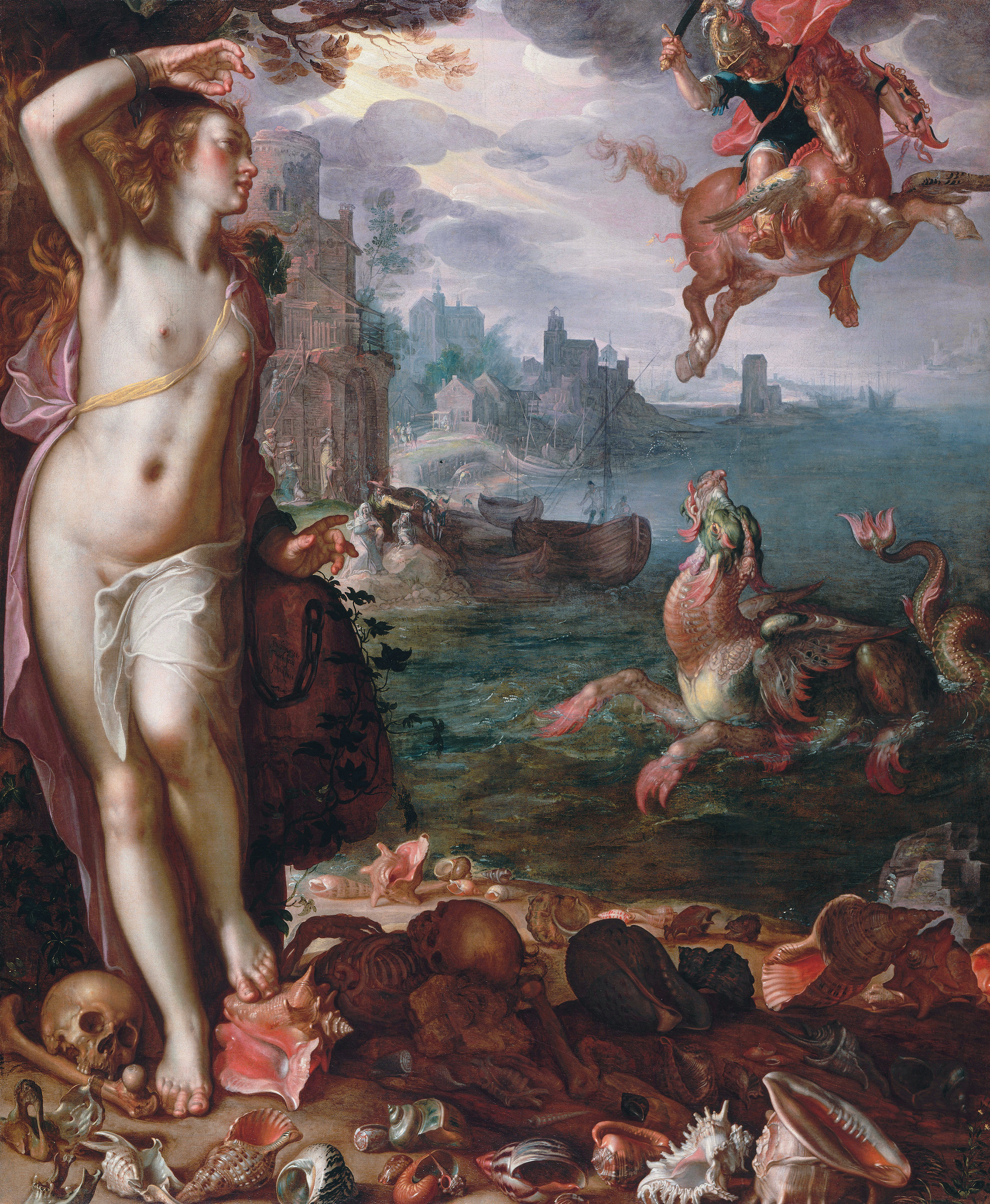
La maggior parte del quinto libro dell'opera tratta il mito di Andromeda (a sinistra), Perseo (in alto a destra) e un mostro marino (in basso a destra).

Il quarto e quinto libro trattano in gran parte «gli effetti di particolari fenomeni celesti sui nativi». Il quarto libro, in particolare, copre argomenti che hanno avuto origine in Egitto, spingendo Goold ad affermare che Manilio abbia basato il suo lavoro su una fonte egiziana. La prima parte di questo libro tratta dei decani e delle partes damnandae («segni che devono essere rigettati»: tale espressione, secondo Volk, indica alcuni gradi dei segni zodiacali che dovrebbero essere considerati pericolosi o di cattivo auspicio), che Manilio sfrutta nuovamente come occasione per convertire tabelle matematiche e astrologiche in versi poetici. A una breve descrizione del sorgere dei singoli gradi zodiacali segue un'indagine più approfondita della geografia zodiacale. Verso la fine del libro, Manilio descrive i segni dell'eclittica.
La maggior parte del quinto (e ultimo) libro tratta dei paranatellonta, riprendendo il mito di Andromeda e Perseo. Manilio ricorda come Andromeda fu scelta dai suoi genitori Cefeo e Cassiopea per essere sacrificata a un mostro marino: Andromeda fu incatenata a una scogliera ma, prima che la creatura potesse divorarla, arrivò Perseo (che aveva appena sconfitto Medusa), si innamorò di Andromeda a prima vista, uccise il mostro marino e salvò la vita della giovane donna. Secondo Green, la digressione, che è di gran lunga la più lunga del poema, «è scelta molto accuratamente, in quanto nessun altro episodio mitologico coinvolge così tante future costellazioni che interagiscono contemporaneamente: Andromeda, Perseo, il mostro marino, la testa di Medusa e i genitori di Andromeda, Cefeo e Cassiopea». Green afferma che la storia è perfetta per gli scopi di Manilio, in quanto può utilizzarla per giustificare la vicinanza delle costellazioni l'una all'altra e la loro disposizione eterna, come aveva già sostenuto in 1.354-360. Housman, di contro, giudica sfavorevolmente questa sezione, paragonandola alla narrazione del mito presente nelle Metamorfosi di Ovidio e definendo la versione di Manilio «una toppa cucita di porpora tutt'altro che eccellente» (purpurae non sane splendidissimae adsutus pannus). Un sentimento simile è stato espresso dal classicista di Cambridge Arthur Woollgar Verrall, il quale afferma che, nonostante l'episodio dovesse costituire un «pezzo da esposizione», si presenta in realtà come «un povero miscuglio di retorica infantile e banalità assoluta». Tra i versi 5.709-10 è presente una grande lacuna, il che significa che almeno una parte dell'opera è mancante; infine, gli ultimi versi del libro trattano delle stelle e di altri fenomeni stellari. Il libro si conclude con una similitudine sulla «res publica delle stelle». Questa sezione - in cui Manilio propone che le stelle costituiscano un sistema elaborato e organizzato, definito da una gerarchia che impedisce il «disastro cosmico» - potrebbe essere un modo che Manilio adopera per affermare la legittimità dello stato romano attraverso l'analogia.

### Visione del mondo
Secondo Volk, «Il principio fondamentale di quella che potremmo chiamare la filosofia naturale di Manilio è l'idea che l'universo sia divino». Volk aggiunge che Manilio è incoerente sulla posizione di questa divinità: ad esempio, nel suo primo libro Manilio afferma che il movimento perfettamente regolare del sole, della luna, dei pianeti e delle stelle è la prova che l'universo è il prodotto di un dio; allo stesso tempo, Manilio afferma anche che l'universo stesso è un dio (mundum ... ipsum esse deum). Più avanti nello stesso libro, Manilio ribadisce che l'universo è «l'opera di una grande divinità» (magni ... numinis ordo). A proposito di queste esitazioni, Volk scrive; «È chiaro che c'è una certa elasticità nel concetto di divinità dell'universo di Manilio... Il mondo è governato semplicemente da un diuinum numen (cfr. 1.484) o è esso stesso un deus (cfr. 1.485)?» Volk prova a dare una risposta, asserendo che nella cosmologia degli Astronomica «Dio può essere inteso come l'anima o il respiro [...] presente nel mondo [e] poiché questa entità divina pervade completamente il cosmo, ha altrettanto senso considerare il cosmo stesso un dio». Secondo Volk, questa interpretazione dell'universo dotato di un senso dell'intelletto e che opera in modo ordinato consente a Manilio di sostenere sia che esiste una catena ininterrotta di causa ed effetto che influenza ogni cosa all'interno del cosmo sia che il destino governi tutto.
Volk sottolinea che il poema prende in prestito o allude a una serie di tradizioni filosofiche, tra cui l'ermetismo, il platonismo e il pitagorismo ma la convinzione prevalente dei commentatori è che Manilio sposi una visione del mondo stoica. Un confronto tra le credenze di Manilio e quelle di altri stoici rivela parallelismi che secondo Volk «sono evidenti». Ad esempio, gli stoici e Manilio concordano sulla divinità dell'universo, l'assunto che il dio supremo è sia il creatore dell'universo sia la forza attiva al suo interno, l'interconnessione di ogni cosa, l'intima connessione che lega gli esseri umani al cosmo e la fede in un destino ineluttabile che governa su ogni cosa. L'accordo su quest'ultimo punto è di particolare importanza perché, secondo Volk, la fede nel destino è «uno degli aspetti più noti del sistema stoico».
L'identificazione del poema come stoico, tuttavia, non è unanime. Nel 1887, in controtendenza rispetto all'opinione comune degli studiosi contemporanei, Gustave Lanson contestò l'idea che il poema fosse stoico. Nel 2005, Alexander MacGregor affermò che, mentre studiosi contemporanei come Goold e Volk leggevano Manilio in chiave stoica, gli Astronomica in realtà contraddicono la tradizione stoica o se ne discostano in diversi punti. Manilio esalta Platone, Socrate e Pitagora; propone una prova platonica per l'esistenza di Dio, nega l'ecpirosi, non discute mai i sei paradossi stoici di Cicerone e ignora l'importanza di controllare l'animo. Manilio, inoltre, si concentra su una serie di principi pitagorici: l'ordine pitagorico dei pianeti, l'importanza della geometria e dei numeri e il significato della tetrattide. In certi punti chiave Manilio fa anche riferimento a figure non stoiche come Eudosso di Cnido e Cicerone. Dati questi fattori, MacGregor conclude che Manilio dovrebbe essere classificato più come un pitagorico idealista o un platonico piuttosto che come uno stoico.

### Stile
Gli Astronomica sono considerati un'opera di erudizione, eleganza e passione. Giuseppe Giusto Scaligero e Richard Bentley lodarono il modo in cui concetti tecnici e numeri furono messi in versi da Manilio, e la Harvard University Press fece eco a questo encomio, scrivendo che Manilio «mostra grande virtuosismo nel rendere tabelle matematiche e diagrammi in forma di versi», e che il poeta «scrive con una certa passione basandosi sulle proprie credenze stoiche e mostra molta arguzia e umorismo nel descrivere i personaggi nati sotto particolari stelle». Housman, invece, considera Manilio «facile e frivolo», ma lo descrive anche come «l'unico poeta latino che supera persino Ovidio in termini di eleganza verbale e di intelligenza». Il poema, sebbene metricamente corretto, è caratteristico per l'uso di linguaggio tecnico e per le insolite scelte di parole. Il classicista Arthur Woollgar Verrall sostiene che, mentre «al suo meglio, Manilio può ricordarci Lucrezio», il «metro [che usa] ha il flusso regolare e monotono dell'epoca». Jacobs, Monceaux e altri hanno attribuito le idiosincrasie degli Astronomica alla possibile origine africana di Manilio; essi sostengono che Manilio scrisse e parlasse una forma di Africitas, un ipotetico dialetto africano del latino «con peculiarità fortemente marcate di vocabolario, sintassi, struttura della frase e stile», fornendo così una spiegazione alle stravaganze linguistiche del poema. Tuttavia, la classicista M. Dorothy Brock sostiene che ci sono pochissime prove che Manilio provenisse dall'Africa.
Oltre alle sue peculiarità stilistiche, gli Astronomica presentano alcune incongruenze interne. Secondo Green, il poema è «pieno di confusione e contraddizione»; cita la «presentazione di sistemi incompatibili di calcolo astrologico, un sovraccarico di informazioni [...] e un insegnamento contraddittorio». Allo stesso tempo, Green osserva che problemi simili esistono in altre opere astrologiche scritte tra il I e il III secolo. Secondo Caroline Stark, Manilio paradossalmente afferma sia che la conoscenza astrologica può essere acquisita dai singoli individui, sia che essa è concessa solo per favore divino. T. Barton afferma che Manilio potrebbe aver incluso queste contraddizioni e complessità in modo da essere considerato come «una figura irraggiungibile per lo studente-lettore alle prime armi». Green, pur non escludendo questa ipotesi, afferma che Manilio probabilmente non era motivato dal «desiderio di ritagliarsi una posizione di potere nel nuovo mondo degli esperti» come invece sostiene Barton. Lo storico della matematica David Pingree conclude che «lo scopo principale del poema sembra essere stato quello di deliziare il suo pubblico con la poesia e di suscitare ammirazione per il poeta grazie alla sua intelligenza».

### Completezza
Non è chiaro se gli Astronomica possano essere considerati un'opera completa; è infatti presente una grande lacuna tra i versi 5.709 e 5.710. Secondo Housman, non sarebbe possibile produrre un oroscopo completo basandosi soltanto sul testo degli Astronomica, in quanto mancherebbero le informazioni necessarie, come ad esempio un'indagine approfondita dei pianeti e degli effetti che le costellazioni producono sulla loro posizione. Secondo Volk, la mancanza di un approfondimento sui pianeti è piuttosto bizzarra, in quanto Manilio afferma più volte che avrebbe esaminato la loro natura zodiacale. Goold, di converso, scrive che «un poema didattico è raramente un trattato esaustivo» e sostiene che Manilio probabilmente ha fornito «un resoconto superficiale della natura dei pianeti nella grande lacuna [e quindi] ha considerato i suoi obblighi debitamente assolti».
Altri studiosi hanno sostenuto che il lavoro fosse originariamente più lungo e alcuni ipotizzano che comprendesse otto libri. Questi studiosi basano la loro affermazione su una lettera inviata nel 983 da Gerberto di Aurillac (in seguito divenuto papa con il nome di Silvestro II) all'arcivescovo di Reims, in cui il primo riferisce di aver recentemente individuato «otto volumi sull'astrologia di Boezio» (viii volumina Boetii de astrologia) presso l'abbazia di Bobbio. Boezio veniva spesso confuso con Manilio perché uno dei nomi di Boezio era «Manlio». Goold rifiuta l'ipotesi dell'opera costituita da otto libri, notando che il catalogo di Bobbio elenca il lavoro a cui Gerberto si riferiva come composto da «tre libri di Boezio sull'aritmetica, e il resto [cioè cinque] sull'astronomia» (libros Boetii iii de aritmetica [sic] et alterum de astronomia). Questa, secondo Goold, è la prova che Gerberto trovò un manoscritto che conteneva sia il De arithmetica di Boezio sia gli Astronomica di Manilio piuttosto che una versione in otto libri di questi ultimi.
Volk, nel considerare il problema della completezza, ha proposto diverse ipotesi: che l'opera sia per lo più completa ma internamente incoerente, in particolare nello stabilire quali argomenti saranno presi e non saranno presi in considerazione; che la lacuna nel quinto libro possa aver originariamente contenuto le informazioni mancanti; che la lacuna possa essere relativamente piccola e il lavoro quindi incompiuto; oppure che interi libri potessero essere originariamente esistiti ma siano andati perduti nel tempo a causa dell'«insidioso processo di trasmissione testuale».

## Influenze

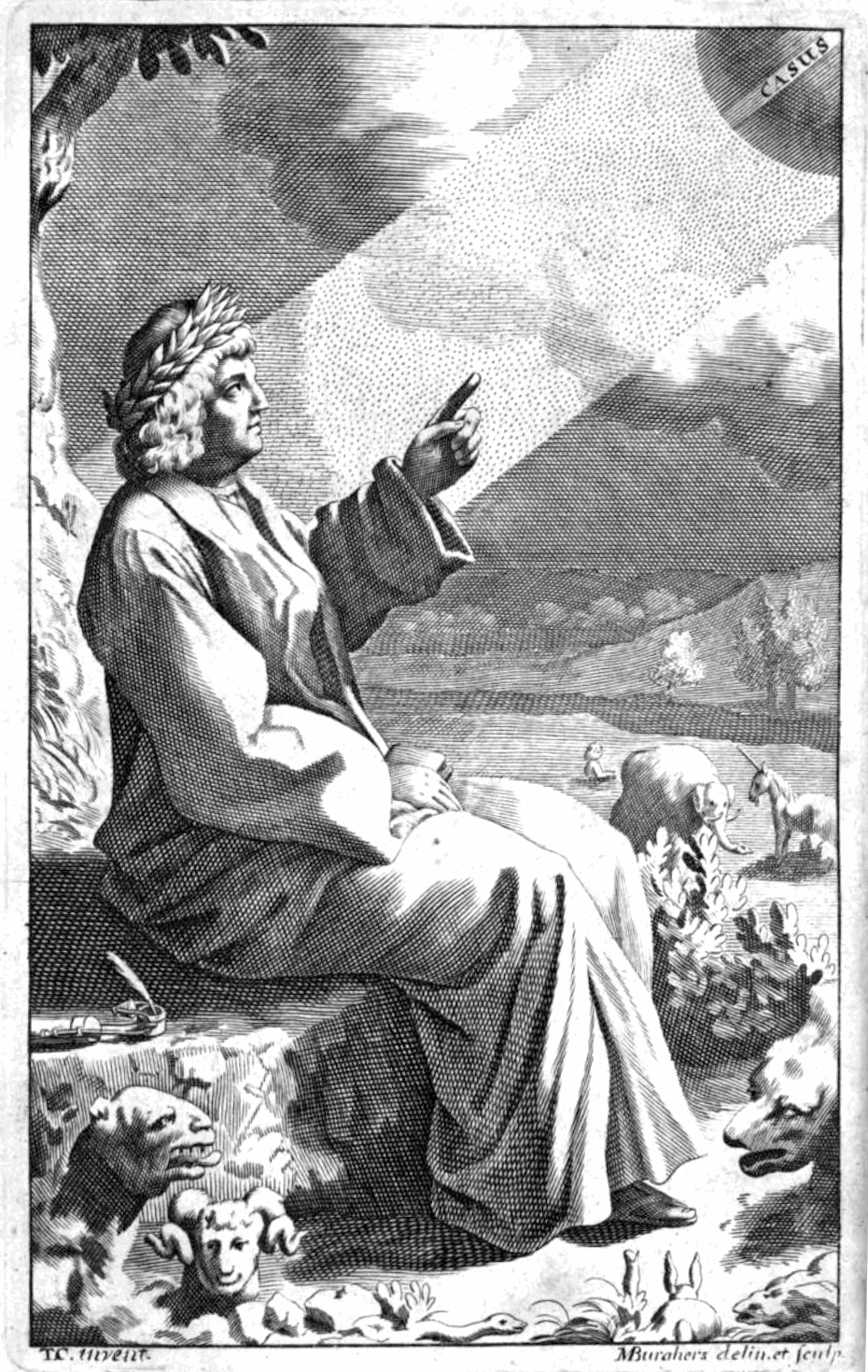
Sebbene siano stati ispirati dal poema epicureo De rerum natura di Lucrezio (nell'immagine), gli Astronomica abbracciano lo stoicismo.

Manilio imita frequentemente Lucrezio, autore del poema didattico De rerum natura. Alcuni classicisti hanno suggerito che Manilio potrebbe aver cercato di emulare Lucrezio scrivendo sei libri, ma le prove per questa ipotesi sono scarse e rimangono per lo più speculative. Mentre l'opera di Lucrezio sposa l'epicureismo, l'opera di Manilio è in gran parte stoica e promuove una comprensione greco-romana del creazionismo e del determinismo fatalistico. Sia Volk sia lo studioso di Lucrezio David Butterfield hanno sostenuto che Manilio sia per molti versi una sorta di «anti-Lucrezio»: «la sua presentazione negli Astronomica di un cosmo ordinato governato dal destino è un attacco diretto all'universo casuale raffigurato dal suo predecessore». Manilio a volte trasmette la sua posizione filosofica tramite la voce grammaticale: a differenza di Lucrezio, che spesso utilizza una costruzione passiva per trasmettere la sua comprensione della natura, Manilio utilizza costruzioni grammaticali attive per trasmettere l'intenzionalità che vede nella creazione (ad esempio «Dio e la ragione, che governa ogni cosa, guidano gli animali terrestri con segni celesti», deus et ratio quae cuncta gubernat ducit ab aeternis terrena animalia signis). Inoltre, mentre Lucrezio, nel De rerum natura, presenta un resoconto non teistico della creazione, Manilio «è un creazionista piuttosto che un evoluzionista materialista», e di conseguenza si riferisce a «uno spirito» (unus spiritus, 2.64), un «potere divino» (divina potentia, 3.90), un «creatore» (auctor, 3.681) e un «dio»(deus, 2.475) in tutto il suo poema.
Gli Astronomica sono influenzati dalle Metamorfosi di Ovidio, dall'Eneide di Virgilio, dagli Annales di Ennio e dalle opere del poeta greco Arato di Soli. L'influenza di Arato è particolarmente evidente e sembra probabile che Manilio abbia basato gran parte del suo primo libro su porzioni del Fenomeni di Arato. Nonostante ciò, Manilio si discosta dalla sua comprensione del cosmo: Arato si concentra più sulla mitologia e sulla «descrizione grafica», mentre Manilio enfatizza gli aspetti scientifici della sua opera. Non è chiaro se Manilio avesse una conoscenza diretta del poema di Arato o se avesse usato una traduzione di Cicerone, Ovidio o Germanico. Quest'ultima ipotesi è preferita da diversi studiosi del XXI secolo, come Dora Liuzzi ed Emma Gee. Riguardo al rapporto del poeta con Germanico, Wolfgang Hübner scrive: «I pochi echi della traduzione di Arato da parte di Germanico sono insufficienti per stabilire chi dei due si sia basato sull'altro, o se le due opere siano state composte indipendentemente l'una dall'altra».
Gli Astronomica fanno direttamente riferimento a Omero (chiamato il «più grande poeta», maximus vates) così come a Esiodo (chiamandolo il «più vicino a [Omero]», proximus illi), e alludono a numerosi altri poeti greci come Apollonio Rodio, Cherilo di Iaso, Cherilo di Samo ed Eschilo. L'opera contiene anche una diretta allusione agli Annales di Ennio.

## Filologia ed edizioni

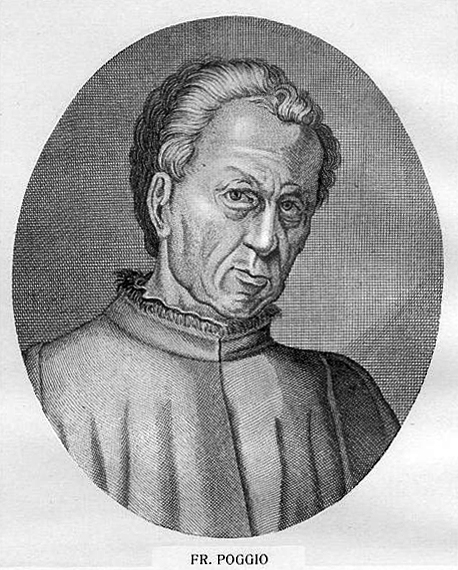
Gli Astronomica sono stati riscoperti da Poggio Bracciolini intorno al 1416-1417.

Sebbene esistano più di trenta copie manoscritte degli Astronomica, il testo così come è noto oggi deriva da tre manoscritti chiave: il Codex Gemblacensis (G), il Codex Lipsiensis (L) e il Codex Matritensis (M). Questi a loro volta appartengono a due famiglie separate di manoscritti: «α» (che include G e L) e «β» (che include M). Secondo lo studioso Robinson Ellis: «α rappresenta un testo più corretto, ma maggiormente interpolato; β [rappresenta] un testo con un maggior numero di errori da parte dei copisti, ma meno interpolato».
La prima famiglia di manoscritti, «α», prende il nome da una fonte ormai perduta e comprende i manoscritti G e L. Il manoscritto G, databile dal tardo X all'XI secolo, fu ritrovato presso il monastero di Gembloux nel Brabante (parte del moderno Belgio); L, proveniente dalla biblioteca di Lipsia, è stato probabilmente scritto intorno alla metà dell'XI secolo e presenta molte correzioni manuali. Housman sostiene che L sia qualitativamente superiore a G, poiché probabilmente è stato copiato direttamente da α, mentre G è stato probabilmente derivato da una copia di una copia.
La seconda famiglia di manoscritti, «β», prende il nome dall'archetipo, ormai perduto, e comprende il manoscritto M, che a sua volta è un discendente diretto del manoscritto che Poggio Bracciolini riscoprì vicino Costanza durante una pausa dell'omonimo concilio intorno al 1416-1417. M era stato trascritto da un amanuense tedesco su richiesta di Bracciolini, ma a causa della sua incompetenza il risultato fu pieno di errori, spingendo Bracciolini a osservare sarcasticamente che la nuova copia doveva essere «divinata piuttosto che letta» (divinare oportet non legere). Sebbene scritto male, M è considerato come il più importante manoscritto sopravvissuto, in quanto copia diretta dell'archetipo (β), mentre G ed L derivano da una copia meno «fedele» (cioè α) dell'archetipo.
In seguito all'invenzione della stampa, l'editio princeps degli Astronomica fu pubblicata a Norimberga intorno al 1473 dall'astronomo Regiomontano a partire da una copia italiana zeppa di errori. Il testo ebbe quindi un'edizione critica curata da Giuseppe Giusto Scaligero, la cui prima edizione fu pubblicata a Parigi nel 1579; una seconda migliore edizione fu pubblicata a Leida intorno al 1599-1600; una terza edizione fu pubblicata nel 1655 da Johann Heinrich Boeckler dopo la morte di Scaligero. Un'edizione con molte correzioni fu pubblicata da Richard Bentley nel 1739. Successivamente, tra il 1903 e il 1930, Housman pubblicò in cinque volumi quella che è considerata da diversi studiosi l'edizione più autorevole del poema (con un'ulteriore editio minor nel 1932). Secondo Volk, «il lavoro [di Housman] è famoso — alcuni potrebbero dire famigerato — per il suo trattamento audace del testo, i suoi commenti incisivi e le sue spietate [...] invettive contro altri studiosi». Nel 1977 G. P. Goold pubblicò una traduzione inglese per la collana Loeb, che includeva sia il manoscritto M sia fotografie di vari manoscritti un tempo appartenuti a Housman, il tutto accompagnato da note introduttive e diagrammi.

## Impatto successivo
Sebbene Manilio non sia citato da alcun autore romano superstite, molti studiosi sostengono che un certo numero di autori alludano alla sua opera, tra cui: Ausonio, Claudio, Commodiano, Draconzio, Giovenale, Lucano, Manetone, Marziano Capella, Nemesiano, Orienzio, Pseudo-Empedocle, Seneca, Sidonio Apollinare, Tertulliano, Tito Calpurnio Siculo e Venanzio Fortunato. Nonostante ciò, Hübner avverte che tali ipotesi dovrebbero essere considerate con cautela (o addirittura respinte, nei casi di Manetone e Pseudo-Empedocle), poiché le somiglianze potrebbero essere dovute a un antico precursore perduto a cui Manilio e gli altri facevano tutti riferimento. L'opera di Giulio Firmico Materno (che scrisse al tempo di Costantino sull'astrologia e altri argomenti) somiglia per molti versi all'opera di Manilio; per esempio, nei suoi Matheseos libri octo (composti all'incirca tra il 334 e il 337), Materno segue i medesimi metodi di Manilio e ne analizza gli stessi fondamenti astrologici. Ciò suggerisce che Materno quasi certamente abbia usufruito di Manilio (o qualcuno ispirato da lui) come guida per la composizione della sua opera. Nonostante la somiglianza tra l'opera di Materno e quella di Manilio, Materno non menziona mai Manilio per nome né lo elenca tra i Romani che hanno scritto di astrologia.
Volk osserva che i primi riferimenti agli Astronomica, al di là delle mere allusioni letterarie, possono essere trovati in due iscrizioni funerarie romane, entrambe recanti la dicitura: «Siamo nati per morire, e la nostra fine incombe sin dall'inizio» (nascentes morimur finisque ab origine pendet). Si tratta di una citazione proveniente dal quarto libro del poema. Questa teoria non è priva di detrattori, e studiosi come Anna Maranini e Joan Gómez Pallarès hanno suggerito che tali iscrizioni costituiscano dei falsi risalenti al Rinascimento.
Poche copie degli Astronomica sono sopravvissute nel periodo medievale e di conseguenza Manilio sembra essere stato poco letto durante questo periodo. Tuttavia, potrebbero esserci delle eccezioni. Hübner, ad esempio, scrive che Manilio potrebbe aver ispirato alcuni degli scritti di Colombano. Inoltre, una lettera del 988 di Gerberto di Aurillac all'abbazia di Bobbio in cui viene richiesta un'opera «di M. Manilio (o forse Manlio) sull'astrologia» (M. Manilio <v.l. Manlius> de astrologica) può essere vista come la prova che una copia degli Astronomica era probabilmente conservata nella biblioteca di quell'abbazia.
Sebbene sia stato in gran parte ignorato durante l'antichità e il Medioevo, il poema ha ottenuto l'interesse degli studiosi dopo la sua riscoperta nel XV secolo. L'umanista italiano Lorenzo Bonincontri tenne conferenze sugli Astronomica e inserì i suoi appunti pe queste conferenze nel primo commentario dell'opera. Bonincontri era apparentemente interessato ai brani relativi alla natura delle comete presenti nel primo libro degli Astronomica e, secondo Stephan Heilen, parti del De rebus naturalibus et divinis di Bonincontri sono basate sull'opera di Manilio.
Nonostante l'attenzione ricevuta dopo la sua riscoperta, gli Astronomica non sono mai stati così ampiamente studiati come altre opere latine classiche. Un certo interesse per l'opera si sviluppò nella seconda metà del XX secolo, quando gli studiosi iniziarono a studiare le idee filosofiche e scientifiche di Manilio; tuttavia, in generale, gli Astronomica sono ritenuti un'opera confusa ed eccessivamente tecnica.
Gli studiosi hanno notato una certa ironia nella relativa oscurità della figura di Manilio, che affermava di aver scritto gli Astronomica nella speranza di raggiungere l'immortalità letteraria. Housman ha espresso questo sentimento in una poesia latina scritta per il primo volume della sua edizione, nella quale contrapponeva il movimento degli oggetti celesti alla mortalità e al destino dell'opera di Manilio. Housman paragonò gli Astronomica a un naufragio (carmina... naufraga), sostenendo che erano un'opera incompleta e imperfetta, essendo sopravvissuta a malapena alla trasmissione testuale: poiché le ambizioni di fama letteraria di Manilio erano state di fatto deluse, la sua opera doveva servire da esempio del perché «nessun uomo dovrebbe mai fidarsi degli dei» (ne quis forte deis fidere vellet homo).

## Edizioni

### Edizioni critiche
- M. Manili Astronomicon libri, recensuit A. E. Housman, Londinii 1903-1930.

### Edizioni italiane
- M. Manilio, Il poema degli astri (Astronomica), a cura di Simonetta Feraboli, Enrico Flores e Riccardo Scarcia, 2 voll., Milano, Collana Scrittori greci e latini, 1996-2001.